# Berthold von Garsten

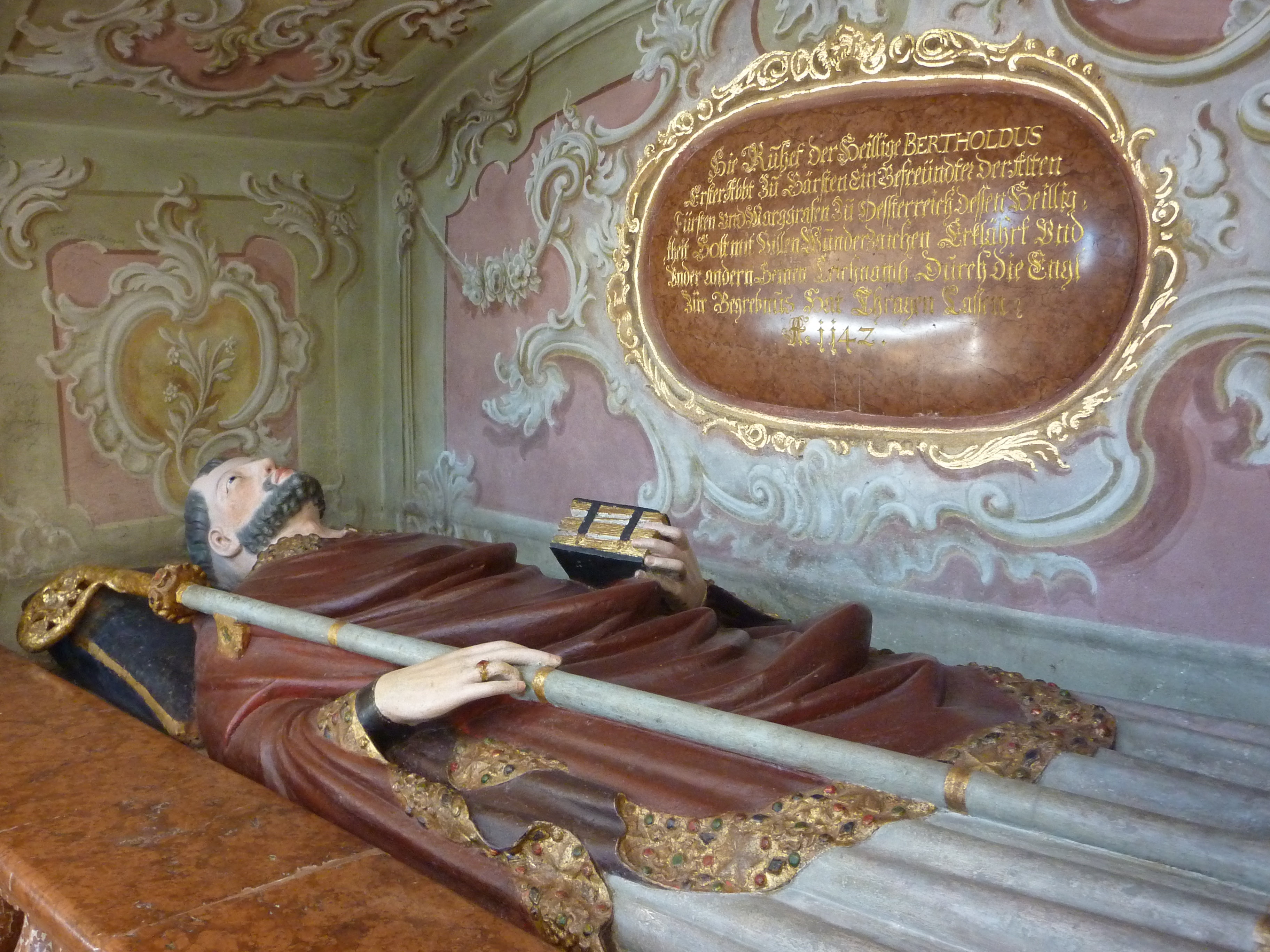
Hochgrab des hl. Berthold in der Stiftskirche Garsten

Berthold von Garsten (* um 1090; † 27. Juli 1142) stammte vermutlich aus dem Geschlecht der bayerischen Domvögte von Regensburg und Grafen von Bogen. Er war der erste Abt des Benediktinerstiftes im oberösterreichischen Garsten.

## Leben und Wirken
Er war zuerst Benediktinermönch von St. Blasien im Schwarzwald und kam dann als Prior 1107 nach Stift Göttweig. Vom Markgrafen Ottokar von Steyr wurde er mit dem Ausbau des Klosters Garsten beauftragt. Dort wurde Berthold im Jahre 1111 dessen erster Abt. Als solcher zeichnete er sich aus durch Frömmigkeit, Güte, seelsorgerischen Eifer und Organisationstalent. Das Kloster verdankte ihm eine bedeutende wirtschaftliche und kulturelle Blütezeit.
Berthold brachte die Hirsauer Reform nach Österreich. Er starb 1142 und liegt in der Stiftskirche zu Garsten begraben.

## Verehrung
Schon bald nach seinem Tode wurde er vom Volk als Heiliger verehrt. Im 13. Jahrhundert gestattete der Bischof von Passau für den 27. Juli die Einschreibung Bertholds in das Verzeichnis der Heiligen. Die offizielle Anerkennung des Kults durch Rom erfolgte erst 1970 durch Papst Paul VI. Die Grabeskirche Bertholds ist die ehemalige Stifts- und heutige Pfarrkirche  Mariä Himmelfahrt in Garsten, mit der Grablege beim Bertholdaltar.
Sein Gedenktag wird in den Diözesen Linz, St. Pölten, und Salzburg und bei den Benediktinern der Österreichischen Kongregation gefeiert.
Das Patrozinium des heiligen Berthold tragen folgende Kirchen:
- Pfarrkirche Scharnstein, Scharnstein, Oberösterreich (1953/56 erbaut)
- Bertholdkapelle Scharnstein (Anton-Stern-Kapelle), heute Unterkirche der Pfarrkirche[4]
- Pfarrkirche Sierninghofen-Neuzeug, Sierninghofen bei Sierning, Oberösterreich (1953 erbaut)[5]